# Ficus cereicarpa
Ficus cereicarpa är en mullbärsväxtart som beskrevs av Edred John Henry Corner. Ficus cereicarpa ingår i släktet fikonsläktet, och familjen mullbärsväxter. Inga underarter finns listade i Catalogue of Life.